# Кваліфікаційні нормативи на Чемпіонат світу з легкої атлетики в приміщенні 2018
Кваліфікаційні нормативи на чемпіонат світу з легкої атлетики є встановленими ІААФ умовами (результатами), яких має бути дотримано (досягнуто) атлетами у встановлений період для того, щоб відповідні національні федерації мали право заявити їх для участі в чемпіонаті.
Кваліфікаційні нормативи на Чемпіонат світу з легкої атлетики в приміщенні 2018 були затверджені Радою ІААФ у квітні (зі змінами, внесеними в травні) 2017.

## Вимоги до віку атлетів
За умови виконання нормативу:
- атлети старше 18 років можуть бути заявлені без обмеження по дисциплінах;
- атлети у віці 16 або 17 років (ті, хто народились у 2002 або 2001 роках) можуть бути заявлені до будь-якої дисципліни, крім штовхання ядра;
- атлети у віці до 16 років (ті, хто народились у 2003 році або пізніше) заявлені бути не можуть.

## Індивідуальні нормативи
Норматив для участі в індивідуальній дисципліні (будь-яка дисципліна чемпіонату, крім багатоборств та естафети) може бути виконаний в один з наступних способів:
- шляхом досягнення кваліфікаційного результату у встановлений період;
- шляхом перемоги у загальному заліку відповідної дисципліни на змаганнях Світового туру в приміщенні 2018 року, за умови, що національна федерація включила атлета до заявки на чемпіонат. У 2018 році в межах туру такими дисциплінами є: для чоловіків — біг на 60, 800, 3000 метрів, стрибки з жердиною, потрійний стрибок штовхання ядра; для жінок — біг на 400, 1500 метрів, 60 метрів з бар'єрами, стрибки у висоту, стрибки у довжину.

Національна федерація, атлети якої не досягли індивідуального нормативу у будь-який з вищеперелічених способів, має право заявити одного атлета у біговій дисципліні (крім бігу на 800 метрів). У виключних випадках та за дозволом технічних делегатів змагань, заявку може бути зроблено у бігу на 800 метрів, стрибках у довжину, потрійному стрибку та штовханні ядра.

## Естафетні нормативи
Нормативи для участі в естафетній дисципліні не встановлені. Кожна національна федерація може заявити одну команду в складі до 6 атлетів.

## Нормативи для багатоборств
У чоловічому семиборстві та жіночому п'ятиборстві беруть участь по 12 атлетів (атлеток). До переліку учасників включаються:
- переможець у загальному заліку IAAF Combined Events Challenge[en] 2017 року;
- 5 атлетів (атлеток), які показали найкращі результати в 2017 році на відкритому повітрі в десятиборстві (для чоловіків) та семиборстві (для жінок), але не більше одного спортсмена від країни в межах цього критерію;
- 5 атлетів (атлеток), які показали найкращі результати в 2018 році в приміщенні в семиборстві (для чоловіків) та п'ятиборстві (для жінок);

Крім цього, один атлет може бути запрошений за рішенням ІААФ.

## Квоти
Граничної кількості учасників для кожної дисципліни не встановлено, крім:
- багатоборств, в кожному з яких братимуть участь 12 атлетів;
- естафет, в яких від кожної національної федерації може взяти участь лише одна команда.

В кожній індивідуальній дисципліні може взяти участь не більше двох атлетів від однієї національної федерації.

## Кваліфікаційні результати
Для отримання права бути заявленим на чемпіонат, основна частина атлетів повинна показати у період з 1 січня 2017 року до 19 лютого 2018 року нижченаведені результати.
| Дисципліна  | В приміщенні           | На стадіоні               |
| ----------- | ---------------------- | ------------------------- |
| 60 м        | 6,63                   | 10,10 (100 м)             |
| 400 м       | 46,70                  | 45,00                     |
| 800 м       | 1.46,50                | 1.44,00                   |
| 1500 м      | 3.39,50 3.55,00 (миля) | 3.33,00                   |
| 3000 м      | 7.52,00                | 7.40,00 13.10,00 (5000 м) |
| 60 м з/б    | 7,70                   | 13,40 (110 м з/б)         |
| 4×400 м     | відсутній              | відсутній                 |
| Висота      | 2,33 м                 | 2,33 м                    |
| Жердина     | 5,78 м                 | 5,78 м                    |
| Довжина     | 8,19 м                 | 8,19 м                    |
| Потрійний   | 17,05 м                | 17,05 м                   |
| Ядро        | 20,80 м                | 20,80 м                   |
| Семиборство | відсутній              | відсутній                 |

| Дисципліна   | В приміщенні           | На стадіоні               |
| ------------ | ---------------------- | ------------------------- |
| 60 м         | 7,30                   | 11,15 (100 м)             |
| 400 м        | 53,15                  | 51,10                     |
| 800 м        | 2.02,00                | 1.58,00                   |
| 1500 м       | 4.11,00 4.28,50 (миля) | 4.02,00                   |
| 3000 м       | 8.50,00                | 8.28,00 14.45,00 (5000 м) |
| 60 м з/б     | 8,14                   | 12,80 (100 м з/б)         |
| 4×400 м      | відсутній              | відсутній                 |
| Висота       | 1,97 м                 | 1,97 м                    |
| Жердина      | 4,71 м                 | 4,71 м                    |
| Довжина      | 6,76 м                 | 6,76 м                    |
| Потрійний    | 14,30 м                | 14,30 м                   |
| Ядро         | 18,20 м                | 18,20 м                   |
| П'ятиборство | відсутній              | відсутній                 |